# Rolf Falkenberg Smith
Rolf Falkenberg Smith, född 2 maj 1912, död 20 mars 1991, var en norsk skådespelare.
Falkenberg Smith verkade vid Det Nye Teater, Folketeatret och därefter under en lång period vid Riksteatret. Han medverkade också i filmerna Heksenetter (1954) och Slalåm under himmelen (1957).
Han utgav 1974 boken Lykkelige dager på turné. 25 år med Riksteatret.

## Filmografi
- 1954 – Heksenetter
- 1957 – Slalåm under himmelen